# Омен (серия фильмов)
«Омен» — серия фильмов ужасов о приходе и становлении Антихриста.

## Фильмы
| Год                | Название                | Режиссёр (ы)                           | Сценарист (ы)               | Продюсер (ы)                   |
| Оригинальная серия | Оригинальная серия      | Оригинальная серия                     | Оригинальная серия          | Оригинальная серия             |
| ------------------ | ----------------------- | -------------------------------------- | --------------------------- | ------------------------------ |
| 1976               | Омен                    | Ричард Доннер                          | Дэвид Зельцер               | Харви Бернхард                 |
| 1978               | Омен 2: Дэмиен          | Дон Тейлор                             | Майк Ходжес и Стэнли Манн   | Харви Бернхард                 |
| 1981               | Омен 3: Последняя битва | Грэхэм Бэйкер                          | Эндрю Биркин                | Харви Бернхард и Ричард Доннер |
| 1991               | Омен 4: Пробуждение     | Джорджи Монтези и Доминик Отенен-Жирар | Харви Бернхард              | Харви Бернхард и Мейс Нойфельд |
| 2024               | Омен. Первое знамение   | Аркаша Стивенсон                       | Тим Смит и Аркаша Стивенсон | Дэвид Гойер и Кит Левин        |
| Ремейк             |                         |                                        |                             |                                |
| 2006               | Омен                    | Джон Мур                               | Дэвид Зельцер               | Глен Уильямсон и Джон Мур      |

### Омен
«Омен», также известный как «Предзнаменование» (англ. The Omen) — мистический триллер производства Великобритании, снятый Ричардом Доннером. Главные роли исполнили Грегори Пек и Ли Ремик.
В картине повествуется об американском дипломате в Италии Роберте Торне, чей сын умер при рождении. Он, по предложению монаха, тайно усыновляет ребёнка неизвестного происхождения. Торн дает мальчику имя Дэмиен. Через 5 лет отец Бреннан предупреждает Роберта, ставшего послом США в Великобритании, что Дэмиен — Антихрист. Он предупреждает, что Дэмиен убьёт самого Роберта, его жену и их не родившегося ребёнка. Когда после ряда несчастных случаев миссис Торн погибает, Роберт Торн, вместе с Кейтом Дженнингсом, фотографом и журналистом, расследовавшим смерть отца Бреннана и пришедшим к выводу, что Дэмиен и есть антихрист, отправляется в город Мегиддо к экзорцисту Карлу Бугенхагену. Тот даёт Торну семь кинжалов, которыми можно убить Антихриста.
Он отправляется в Великобританию с целью убить Дэмиена, что можно сделать только в церкви на алтаре. По пути в церковь полиция начинает преследование мистера Торна. В церкви мистер Торн уже готовится убить Дэмиена (за смерть жены и не рожденного ребенка от его же рук), однако в последний момент колеблется. В это время полиция врывается в церковь и убивает Роберта Торна.

### Омен 2: Дэмиен
«Омен 2: Дэмиен» (англ. Damien: Omen II) — второй фильм в серии, производства США. Режиссёр — Дон Тэйлор, в главных ролях Уиллиам Холден и Ли Грант.
По сюжету, через неделю после смерти Роберта Торна на раскопках было обнаружено изображение Антихриста в разные годы его жизни, причём маленький антихрист один-в-один похож на Дэмиена Торна. Когда на это изображение пошёл посмотреть Карл Бугенхаген, возник обвал, и Бугенхаген, вместе с археологом Майклом, единственные, знавшие о существовании изображения, погибли.
Прошло 7 лет. Дэмиен Торн учится в военной академии. Теперь он воспитывается Ричардом Торном — видным промышленником и братом Роберта. Тем временем, раскопки в Мегиддо продолжаются, и теперь может стать известной истинная личность Дэмиена. Но каждый, кто начинает понимать, кто такой Дэмиен, погибает при необычных обстоятельствах. Тем временем, Дэмиена окружают помощники — слуги дьявола. С их помощью он узнаёт, кто есть на самом деле.
В финале Ричард Торн, узнавший, что его приёмный сын — Антихрист, оказывается убитым его женой Энн (ставшей послушницей Антихриста). Возникает пожар, и все артефакты с раскопок из Мегиддо, включая изображение антихриста, сгорают.

### Омен 3: Последняя битва
«Омен 3: Последняя битва» (англ. Omen III: The Final Conflict) — третья часть серии. Режиссёр — Грэхэм Бэйкер, в роли Дэмиена Торна — Сэм Нил. Производство Великобритании.
Отец Де Карло, и ещё 6 монахов, обнаруживают 7 клинков, некогда данных Роберту Торну Карлом Бугенхагеном. Они решают убить Дэмиена Торна. Антихристу уже исполнилось 32 года, он становится послом США в Великобритании. Однако царствованию его должен прийти конец — слияние трёх звёзд в одну яркую звезду, наподобие Вифлеемской, знаменует рождение Христа. Тем временем Дэмиен приказывает своей армии слуг дьявола убить всех младенцев, родившихся в Британии во время появления звезды прежде чем его силы полностью ослабнут, убитыми оказываются все, кроме настоящего Христа, которого Де Карло доставляет в безопасное место. 
После нескольких попыток убить Дэмиена, все монахи заговора против него погибают. Но Дэмиена Торна всё же убивают — это делает журналистка Кейт Рейнольдс, бывшая любовница Дэмиена, сын которой, подросток Питер, погибает из-за Антихриста. Наступает царствование Христа.

### Омен 4: Пробуждение
В 1991 году был выпущен американский телефильм «Омен IV: Пробуждение» (англ. Omen IV: The Awakening). В нём рассказывается о новом воплощении Антихриста — девочке Делии. По сюжету предыдущего фильма Дэмиен погиб, но он успел нанять сатанинских учеников. Так как по сюжету предыдущего фильма Дэмиен был убит только одним кинжалом, его духовная сущность не была уничтожена, поэтому Армагеддон не предотвращен, а приостановлен. Продолжение не было сделано.

### Омен (ремейк)
В 2006 году был выпущен ремейк первой картины, причём он снимался по тому же сценарию, что и оригинал.

### Омен. Первое знамение
Приквел фильма 1976 года.

## Телесериалы

### Дэмиен (телесериал)
3 декабря 2014 канал Lifetime анонсировал телесериал «Дэмиен» с Бредли Джеймсом в главной роли. Незадолго до премьеры права на показ сериала перешли каналу A&E.

## Романы
- Дэвид Зельцер, «Знамение» (англ. The Omen, 1976).
- Жозеф Ховард, «Дэмиен» (англ. Damien: Omen II, 1978).
- Гордон Макгил, «Последняя схватка» (англ. Omen III: The Final Conflict, 1980).
- Гордон Макгил, «Армагеддон 2000» (англ. Omen IV: Armageddon 2000, 1983).
- Гордон Макгил, «Конец Черной звезды» (англ. Omen V: The Abomination, 1985).